# سیکلوتریدکان
سیکلوتریدکان (به انگلیسی: Cyclotridecane) با فرمول شیمیایی C13H26 یک ترکیب شیمیایی با شناسه پاب‌کم
۱۳۶۱۴۵ است؛ که جرم مولی آن ۱۸۲٫۳۵۲ گرم بر مول می‌باشد.